# Отто VII (маркграф Бранденбургу)
Отто VII (*Otto VII, бл. 1262 — бл. 1308) — маркграф Бранденбург-Штендаля у 1304—1308 роках.

## Життєпис
Походив з династії Асканіїв. Другий син Конрада I, маркграфа Бранденбург-Штендаля, та Констанції (доньки Пшемисла I, князя Великої Польщі). Народився близько 1262 року. Про молоді роки нічого невідомо. У 1291 році стає співволодарем свого батька та старшого брата Йогана IV.
Втім Отто VII було більше до вподоби духовна діяльність. У 1297 або 1298 році стає членом лицарського ордену тамплієрів. Після цього багато уваги приділяв розвитку ордену в Німеччині. У 1304 році після смерті батька стає співправителем старшого брата (до смерті останнього у 1305 році), стриєчним братом Конрадом II та стрийками Отто IV та Генріхом I Втім фактично не брав жодної участі в управлінні маркграфством. Помер близько 1308 року. Похований в абатстві Корін.